# Rullante
Il tamburo rullante (in lingua inglese snare drum) è uno strumento musicale della famiglia dei membranofoni. È un tamburo costituito da un fusto (di solito in legno o in metallo, ma nel caso di alcuni particolari modelli, anche in plexiglas o altri materiali), da due pelli, pelle battente e pelle risonante (naturali o sintetiche), messe in tensione da due cerchi (in metallo o in legno), fissati al fusto mediante tiranti a vite e blocchetti in metallo. 
Al di sotto della pelle risonante si trova una cordiera, la cui azione è attivata o disattivata e regolata da un dispositivo, denominato macchinetta.
Il rullante è spesso utilizzato come tamburo principale della batteria e viene posizionato al centro-sinistra del batterista (al centro-destra, nel caso di percussionisti mancini), su un supporto da terra, detto reggirullante. Il rullante viene utilizzato anche in contesti sinfonici orchestrali e bandistici, dove prende il nome di tamburo d'orchestra, o in lingua francese "caisse claire".

## Analisi dei componenti

### Fusto
Il fusto è il cilindro che costituisce il corpo del rullante. A contatto dei bordi del fusto, lungo la sua circonferenza, vengono posizionate le pelli. Il fusto è comunemente realizzato in legno (in particolare in acero), o in metallo, soprattutto ottone, acciaio e bronzo. Fusti in altri materiali come alluminio plexiglas, o fibra di carbonio, fibre di legno e persino bambù sono comunque reperibili nei cataloghi di industrie e di diversi produttori artigianali italiani e internazionali.

#### Fusti in legno

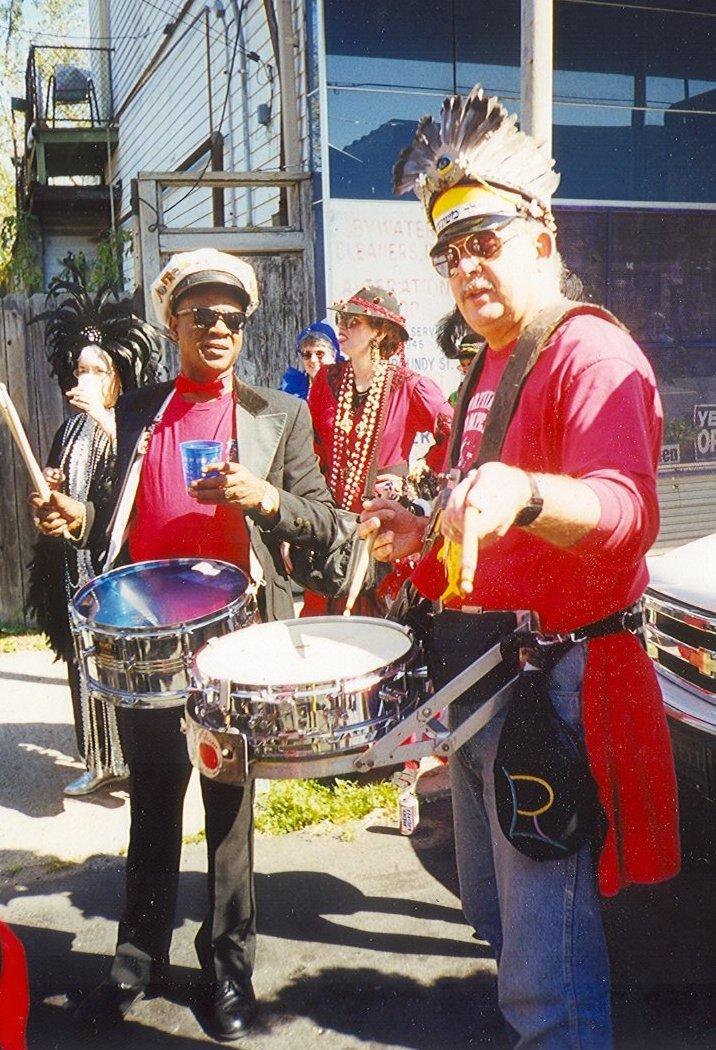
Suonatori di rullante a New Orleans

I fusti in legno conferiscono al rullante una sonorità caratterizzata da armonici gradevoli e da un buon equilibrio fra le frequenze emesse. I legni più utilizzati per la costruzione dei fusti sono l'acero (in inglese maple), la betulla (birch) e il mogano (mahogany).
Di solito i tamburi in acero, in particolar modo quelli in acero canadese, vantano una risonanza molto buona dei fusti, ottima sensibilità e risposta alle diverse dinamiche, versatilità, buon volume e una buona presenza di toni bassi.
I fusti in betulla hanno toni bassi e acuti in maggiore presenza. Quest'ultimo è conosciuto come il legno per le batterie già "equalizzate". Anche il mogano è discretamente diffuso, ma solo pochi costruttori utilizzano il mogano africano, il più pregiato per questo uso. I fusti in mogano, di solito, hanno la peculiarità di emettere una superiore quantità di basse frequenze rispetto ad altri legni. Attualmente alcune industrie e numerosi produttori artigianali, in Italia e nel mondo, sperimentano e adoperano molti altri legni esotici e non; in particolare per la costruzione di rullanti, ma anche di tom-tom, tom a terra - in italiano anche, impropriamente, "timpano" (da non confondere con i timpani più appropriati, impiegati in orchestra sinfonica) - e grancasse. A volte, per ricercare nuove sonorità, legni diversi vengono impiegati in combinazione tra loro sia nello stesso tamburo sia nell'ambito dell'intera batteria.
Oltre ai già citati acero, betulla e mogano si contano rullanti in quercia (in inglese oak), bubinga, palissandro, padouk, ciliegio, pioppo, faggio (beech), noce (walnut).

#### Fusti in metallo
I rullanti con fusti in metallo hanno un suono piuttosto brillante e presente, poiché i metalli hanno una eccellente capacità di trasmettere le vibrazioni. Il fusto in ottone è riconosciuto come uno dei più musicali fra i fusti metallici; le sue sonorità possono essere considerate una riuscita via di mezzo tra quelle dei rullanti in acciaio e quelle dei rullanti in legno. Altri metalli utilizzati per la costruzione dei rullanti sono: il bronzo, l'alluminio, il rame e il titanio, le cui sonorità si interpongono tra il tono brillante dell'acciaio e quello caldo e asciutto di molti legni.

### Cerchi
I cerchi sono due flange, solitamente di metallo (acciaio, zinco, leghe) che servono a tenere le pelli in tensione sul fusto. Nei cerchi sono presenti degli "occhielli" che permettono ai tiranti (sorta di lunghe viti in acciaio) di regolare la tensione delle pelli, avvitandoli nei blocchetti (l'oggetto per l'ancoraggio al fusto) mediante una apposita chiavetta (la stessa che, di solito, serve a smontare e a rimontare l'intera batteria e a regolare pedali e meccaniche). Il numero dei tiranti varia, per i rullanti da 14", da otto a dieci. Tuttavia esistono anche modelli dotati di un maggior numero di tiranti. Con un maggiore numero di tiranti la tensione sul cerchio è maggiormente distribuita e quindi il cerchio subisce minore flessione. Questo contribuisce ad una tensione della pelle più omogenea, e quindi consente di ottenere un suono più intonato. Per contro però, un maggiore numero di blocchetti riduce la risonanza (ciascun blocchetto è fissato al fusto tramite una o più viti).
Alcune ditte hanno in produzione modelli di rullanti "free floating", in cui i tiranti consentono di tenere insieme i cerchi e di accordare le pelli senza forare il fusto del tamburo. Rispetto ai normali cerchi per tamburo, i cerchi powerhoop (più spessi) e i cerchi die-cast (pressofusi) mantengono una certa rigidità durante la trazione; essi inoltre hanno maggiore volume quando utilizzati nella tecnica del rimshot (che consiste nel colpire contemporaneamente, con la bacchetta, la pelle battente e parte del cerchio). Costruttori di batterie come la canadese Ayotte e la giapponese Yamaha.

### Pelli
Si tratta di una membrana tesa sopra (battente) e sotto (risonante) al fusto di un tamburo che ne genera il suono quando viene colpita o sfregata. Pur mantenendo il nome tradizionale di pelle, questa parte fondamentale di ogni tamburo viene oggi realizzata anche in materiale sintetico, fra cui il mylar.

#### Pelle battente
La pelle battente più diffusa sui rullanti è quella sabbiata. La sabbiatura consiste in uno strato bianco ruvido, che consente alle spazzole di emettere il suono tipico quando vengono sfregate sulla sua superficie. La sabbiatura inoltre contribuisce ad attenuare gli armonici del tamburo, e questo generalmente rende il suo suono meno "aspro". Le pelli tradizionali, trasparenti, talvolta con un rinforzo al centro, sono comunque utilizzate dove la sabbiatura non è richiesta, ad esempio negli stili del rock, dove volume e chiarezza del timbro possono dare risalto al rullante fra gli altri strumenti. Alcune pelli per rullante inoltre hanno un anello sottile di mylar a contatto con il lato interno della pelle, che serve per attenuare gli armonici dello strumento. Altre pelli come quelle a doppio strato sono usate meno frequentemente; danno al tamburo un suono più controllato e centrato nello spettro. La battente controlla la tonalità del tamburo, più viene tirata più il suono risulterà acuto.

#### Pelle risonante
La pelle risonante è fra le più sottili pelli realizzate per tamburi. È liscia e trasparente, ed il suo spessore è molto ridotto, al fine di trasmettere meglio le vibrazioni alla cordiera. Questa pelle non controlla direttamente il "tono" del rullante bensì controlla la parte del suono detta "armonici" cioè il sustain del suono.

### Cordiera
La cordiera è l'elemento del rullante che lo rende un tamburo unico nel suo genere, il cui suono è perfettamente distinguibile fra gli elementi di una batteria. È composta da una serie di spirali metalliche, dette "fili" (in numero di venti nei modelli più comuni), messe in tensione da una macchinetta tendicordiera. Le spirali corrono parallele fra loro lungo il diametro del tamburo, e vengono messe a contatto della pelle risonante con una tensione che può essere regolata, ovvero aumentata e diminuita per mezzo di un'apposita vite (di solito azionata da un pomello o da una rotella). All'aumento della tensione della cordiera corrisponde una riduzione, in durata, della vibrazione della stessa: il suono sarà quindi più breve e secco.
Una leva sulla macchinetta permette anche lo sgancio della cordiera, allontanando la stessa dalla pelle e annullandone quindi l'effetto sul suono. Questo è utile per l'esecuzione con le spazzole poiché, a volte, si preferisce il rullante "senza cordiera" oppure quando, suonando con le bacchette o con altri battenti, si vogliono ottenere sonorità e timbri diversi.
A volte, al posto della cordiera si possono usare anche dei fili di nylon o corde di chitarra; il suono che si ottiene sarà molto potente e squillante. Questo metodo si usa di solito quando il rullante è accompagnato da una grancassa.

### Bacchette
Abitualmente il rullante viene suonato percuotendolo mediante bacchette (generalmente una per mano). Le bacchette (in inglese drum sticks) sono comunemente fabbricate in legno, ma ne esistono modelli in fibra di carbonio o materiali plastici. Concentrandoci sul legno, le più usate sono fatte di hickory, quercia, acero o noce. Le bacchette terminano, di solito, con una punta in legno (di forma ovoidale o sferica); sono in produzione anche modelli di bacchette con punte in nylon, che le rendono più durature e conferiscono, suonando sui piatti della batteria, un suono più acuto e brillante. Le bacchette si differenziano per lunghezza, spessore e per la forma della punta. Tutti questi fattori contribuiscono a variare la risposta, la durata, il rimbalzo, l'assorbimento del colpo e il tipo di suono emesso da tamburi, piatti e da ogni altra percussione aggiunta al set.
Le bacchette utilizzate per suonare il tamburo in orchestra possono essere più sottili (per ottenere precisione nel tocco), mentre quelle utilizzate per la marcia e per le esecuzioni all'aperto solitamente sono più spesse e pesanti, allo scopo di ottenere un maggiore volume di suono e garantire maggior resistenza. Nel caso della batteria, possiamo dire che le bacchette impiegate per suonare musica jazz sono generalmente più leggere di quelle usate in altri generi musicali microfonati o che richiedono comunque livelli sonori più alti (come il rock). Soprattutto nel jazz, si utilizzano anche particolari battenti denominati "spazzole" (in inglese, brushes), che producono una delicata vibrazione della membrana. Le spazzole sono composte da un'impugnatura in gomma o in materiale plastico, la quale contiene numerosi sottili e flessibili fili metallici o in nylon (di solito retrattili), che si aprono "a ventaglio" per suonare.
In alcune occasioni, infine, rullante, tamburi, altre percussioni e piatti della batteria vengono percossi a mani nude, allo scopo di ottenere particolari effetti sonori e musicali.

## Il tamburo da parata
Il tamburo da parata è un tamburo simile al rullante, ma con il fusto più profondo, in alcuni casi decorato in modo particolare, più adatto a esecuzioni all'aperto nell'ambito di bande militari, fanfare e "marching band". Può essere realizzato in vari materiali, tradizionali e più moderni e ne esistono anche versioni prive di cordiera.

## Il suono dei rullanti
Il suono dei rullanti varia molto (in modo più o meno facilmente percepibile) a seconda dei materiali che ne costituiscono il fusto, a seconda del diametro, della profondità, dello spessore del fusto, del tipo e dello spessore delle "pelli" impiegate, dei materiali e dei tipi di cerchi tendipelle, del tipo di cordiera montata, dei tipi di meccanismi tendicordiera, della regolazione della cordiera stessa, della tensione e dell'accordatura della pelle battente e della pelle risonante, delle bacchette o dei battenti utilizzati per suonare e, infine, dell'impostazione tecnica, dell'impugnatura, dello stile, dell'approccio e della padronanza nell'uso delle dinamiche dei diversi batteristi o percussionisti.
Per tutti questi motivi il rullante viene comunemente ritenuto il tamburo fondamentale della batteria (drum set) e batteristi e percussionisti dedicano particolare cura e attenzione alla scelta del modello più adatto al loro stile e al tipo di musica da eseguire.
Molti batteristi professionisti, in particolare quelli che lavorano intensamente in studio di registrazione, ne possiedono intere collezioni o se ne fanno realizzare modelli personalizzati, "su misura" o su loro progetto.
Alcuni di questi rullanti vengono poi firmati con il nome del batterista che ne ha progettato o richiesto il prototipo e, successivamente, prodotti e commercializzati, spesso in edizioni a tiratura limitata o in versioni da collezione, realizzate in materiali di particolare pregio e con verniciature, finiture e decorazioni molto curate, degne di un laboratorio di alta liuteria (rullanti "custom" e "signature").